# Pimen (patriarcha Moskwy)
Pimen (ros. Пимен), imię świeckie Siergiej Michajłowicz Izwiekow, ros. Сергей Михайлович Извеков (ur. 10 lipca?/23 lipca 1910 w Koblinie, zm. 3 maja 1990 w Moskwie) – 14. prawosławny patriarcha Moskwy i całej Rusi.
Pochodził z bogobojnej rodziny; wieczyste śluby mnisze złożył w wieku siedemnastu lat. Przez pierwszych pięć lat życia mniszego pracował jako regent i psalmista w różnych cerkwiach Moskwy. W 1934 lub 1937 aresztowany, do agresji III Rzeszy na Związek Radziecki przebywał w łagrze, następnie zaś na przymusowym osiedleniu. Zmobilizowany w 1941, uczestniczył w walkach w regionie Charkowa i był trzykrotnie ranny. W 1944 uznany za niezdolnego do służby, został następnie uznany za dezertera i skazany na 10 lat obozu. Uwolniony na mocy amnestii, powrócił do pracy duszpasterskiej. Od 1950 do 1954 był przełożonym monasteru Pskowsko-Pieczerskiego, zaś od stycznia do listopada 1954 – ławry Troicko-Siergijewskiej. Następnie przyjął chirotonię na biskupa bałckiego, wikariusza eparchii odeskiej; po miesiącu przeniesiony do eparchii moskiewskiej jako biskup dmitrowski. Następnie pełnił godności arcybiskupa tulskiego i bielowskiego (1961), metropolity leningradzkiego (1961–1963) i metropolity krutickiego i kołomieńskiego (1963–1971).
Uważany za duchownego konserwatywnego i mało aktywnego, w 1971 z poparciem organów państwowych został wybrany na patriarchę moskiewskiego i całej Rusi. Urząd ten sprawował do śmierci. Z powodu nieprzychylnej polityki władz radzieckich wobec Rosyjskiego Kościoła Prawosławnego przez większość lat na urzędzie nie podejmował wyrazistych działań na rzecz poprawy sytuacji Cerkwi. Na ograniczoną skalę bronił Kościoła przed zamykaniem kolejnych parafii i przeprowadził szereg kanonizacji świętych, natomiast w czasie podróży zagranicznych bronił Związku Radzieckiego, zaprzeczając, jakoby dochodziło w nim do prześladowań obywateli.
W 1988 przewodniczył uroczystościom 1000-lecia chrztu Rusi; wkrótce później doszło do całkowitej zmiany w relacjach państwo-Kościół w ZSRR, co było skutkiem pieriestrojki. Ciężko chory na cukrzycę i raka okrężnicy hierarcha odegrał jedynie symboliczną rolę w zachodzących wówczas w Cerkwi przemianach administracyjnych. Zmarł w 1990 i został pochowany w ławrze Troicko-Siergijewskiej.

## Życiorys

### Młodość
Siergiej Izwiekow był synem Michaiła Karpowicza Izwiekowa i Pełagieji Afanasjewny Iwanowej. Jego rodzina związana była z Bogorodskiem, ojciec pracował jako mechanik w zakładach A. Morozowa pod tymże miastem. W momencie urodzenia Siergieja jego matka miała 39 lat; z pięciorga jej starszych dzieci pierwsze lata życia przeżyła jedynie córka Maria. W związku z tym Piełagija Izwiekowa przysięgła poświęcić syna służbie Bogu. Jako miejsce urodzenia przyszłego patriarchy większość źródeł podaje miasto Bogorodsk, jednak według nowszych badań D. Safonowa przyszedł on na świat we wsi Kobylino, gdzie najprawdopodobniej matka urodziła go w czasie pobytu u rodziny męża.

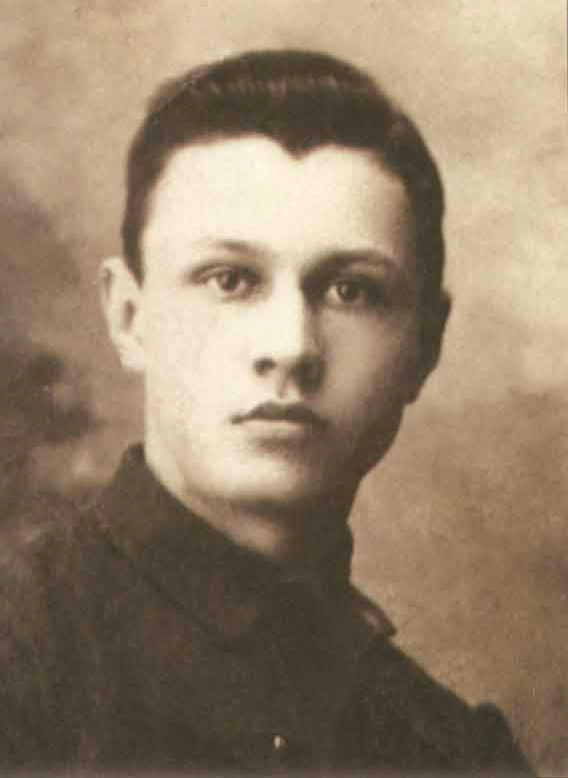
Siergiej Izwiekow po ukończeniu szkoły. 4 maja 1925.

Rodzina Izwiekowych odznaczała się pobożnością i wielokrotnie odbywała pielgrzymki do prawosławnych ośrodków kultowych, zwłaszcza ławry Troicko-Siergijewskiej. Będąc już starszy, Siergiej Izwiekow pielgrzymował również samodzielnie oraz czytał Biblię i teksty o tematyce religijnej. Według tradycji, w czasie wyjazdu do monasteru św. Mikołaja na Ugrieszy spotkał w nim byłego metropolitę moskiewskiego Makarego (Niewskiego), który zapowiedział mu „wielką, ale ciężką drogę”. Młodzieniec był również uzdolniony artystycznie. Jako uczeń szkoły średniej (w której osiągał wyróżniające się wyniki) uczył się śpiewu u prof. Aleksandra Woroncowa, interesował się malarstwem i pisał wiersze (czego nie zaprzestał również po złożeniu ślubów mniszych). Był także psalmistą i kierował chórem w soborze Objawienia Pańskiego w Bogorodsku, wykonywał obowiązki hipodiakona biskupów bogorodskich Nikanora (Kudriawcewa) i Platona (Rudniewa).
W momencie ukończenia szkoły średniej Siergiej Izwiekow zdecydował się na wstąpienie do monasteru, mimo trwających prześladowań Rosyjskiego Kościoła Prawosławnego. W kwietniu 1925 przybył do monasteru Zaśnięcia Matki Bożej w Sarowie z zamiarem złożenia ślubów wieczystych, jednak jeden z mnichów nakazał mu wyjazd do Moskwy.

### Życie mnisze
Po przybyciu do Moskwy Siergiej Izwiekow poznał za pośrednictwem swojego przyjaciela biskupa możajskiego Borysa (Rukina), pełniącego równocześnie obowiązki przełożonego Monasteru Spotkania Włodzimierskiej Ikony Matki Bożej w Moskwie, który zgodził się przyjąć piętnastolatka do wspólnoty jako posłusznika. Następnie udzielił mu postrzyżyn mniszych w riasę, nadając mu imię Platon. Już w grudniu 1925 Platon (Izwiekow) opuścił monaster, gdyż biskup Borys przystąpił do grigoriewców. Dzięki biskupowi Danielowi (Troickiemu) otrzymał stanowisko regenta w cerkwi Przemienienia Pańskiego w Moskwie-Puszkarach, a następnie w cerkwi Świętych Flora i Laura, cerkwi św. Maksyma Wyznawcy w Moskwie–Warwarce oraz cerkwi św. Pimena w Suszczewie. W tym okresie poznał ks. Aleksandra Zwieriewa, którego uznał za opiekuna duchowego. Drugim duchownym, który wywarł na niego znaczący wpływ, był ostatni przełożony ławry Troicko-Siergijewskiej przed jej likwidacją, archimandryta Kronid.
4 października 1927 Platon (Izwiekow) złożył wieczyste śluby mnisze w pustelni Ducha Świętego podległej ławrze Troicko-Siergijewskiej, przed igumenem Agatodorem (Łazariewem), który nadał mu nowe imię Pimen na cześć św. Pimena Wielkiego. Według innej wersji postrzyżyny mnisze przyszłego patriarchy miały miejsce 4 października 1928, zaś śluby przyjmował od niego archimandryta Kronid.
Znajomość liturgiki oraz talent muzyczny zwróciły na młodego mnicha uwagę biskupa zwienigorodzkiego Filipa. Za jego sprawą Pimen kontynuował pracę psalmisty i regenta w różnych cerkwiach Moskwy. 16 lipca 1931 z rąk tegoż hierarchy przyjął święcenia diakońskie, zaś 25 stycznia 1932 – kapłańskie. Przyjęcie święceń poprzedziło zdanie egzaminu z materiału wykładanego przed rewolucją październikową w seminariach duchownych Rosji.
W kwietniu 1932 hieromnich Pimen został po raz pierwszy aresztowany i oskarżony o uczestnictwo w spisku monarchistycznym, agitację antyradziecką oraz nielegalne odprawianie nabożeństw. W śledztwie duchowny nie przyznał się do stawianych mu zarzutów. Ostatecznie po miesiącu został zwolniony jako jeden z 19 aresztowanych z łącznej liczby 71 domniemanych członków antyradzieckiej organizacji. Od października 1932 do grudnia 1934 odbywał zasadniczą służbę wojskową w mieście Łepel w obwodzie witebskim, gdzie nauczył się felczerstwa i podstaw weterynarii. Po powrocie do Moskwy na nowo podjął służbę w soborze Objawienia Pańskiego w Moskwie-Dorogomiłowie.

### Pobyt w łagrze i na zsyłce
Na temat represji, jakim hieromnich Pimen podlegał w latach 30. XX w., istnieją różne informacje. Według jednej z wersji został on aresztowany krótko po odbyciu służby wojskowej, w 1934, pod zarzutem naruszenia prawa o oddzieleniu Kościoła i państwa. Został skazany na trzy lata pozbawienia wolności i odbył cały wyrok, pracując w Chimkach przy budowie kanału Moskwa–Wołga. W 1937 został skierowany na zsyłkę do Andiżanu. Według innej wersji aresztowanie Pimena nastąpiło dopiero w 1937, w czasie fali zatrzymań duchownych, w ramach wielkiej czystki. W tej wersji przyszły patriarcha miał trafić do łagru w Dmitrowie (obwód moskiewski). Jego umiejętności weterynaryjne sprawiły jednak, iż nie był bezpośrednio kierowany do prac przy budowie kanału Moskwa–Wołga, lecz odpowiadał za stan zdrowia wykorzystywanych przez więźniów koni. Po likwidacji obozu w Dmitrowie w styczniu 1938 został wywieziony do Uzbekistanu. Mógł podjąć pracę i co najmniej od 1939 był inspektorem sanitarnym w Andiżanie, w roku tym uczestniczył nawet w odbywającej się w Moskwie konferencji pracowników szkoleń sanitarnych; nie miał natomiast możliwości uczestnictwa w nabożeństwach prawosławnych z powodu braku czynnej świątyni w miejscu osiedlenia. Latem 1940 Pimen (Izwiekow) podjął dodatkowo naukę na wydziale literatury wieczorowego instytutu pedagogicznego w Andiżanie. W październiku tego samego roku powierzono mu prowadzenie zajęć w miejscowej szkole nr 1. Ostatecznie duchowny ukończył jedynie pierwszy rok podjętych studiów, dalsze kształcenie uniemożliwił mu atak III Rzeszy na ZSRR i mobilizacja.
Przed wyborem Pimena (Izwiekowa) na patriarchę pojawiły się niezweryfikowane nigdy informacje o złamaniu przez niego w latach 30. reguł życia mniszego, pozostawaniu w związkach z kobietami i posiadaniu dzieci.

### II wojna światowa

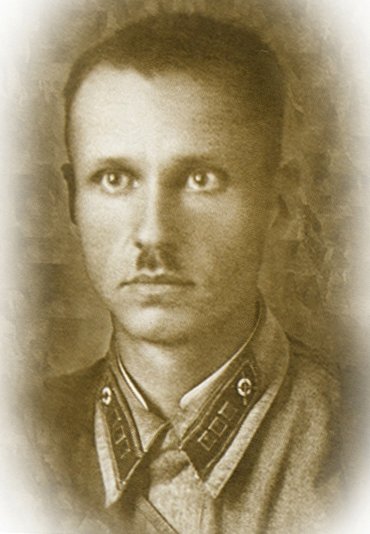
Siergiej Izwiekow (hieromnich Pimen) podczas II wojny światowej

10 sierpnia 1941 Pimen (Izwiekow) został zmobilizowany i skierowany do szkoły piechoty na przyspieszone szkolenie trwające do stycznia 1942. 18 stycznia 1942 wyznaczono go na dowódcę plutonu karabinów maszynowych, jednak nie został skierowany na front. 20 marca 1942 został z kolei pomocnikiem szefa sztabu 519 pułku strzeleckiego, z którym walczył w regionie Charkowa. Brał udział w nieudanej operacji mającej na celu zdobycie miasta, w czasie której jego jednostka została okrążona. Ocalenie oddziału duchowny przypisywał później wstawiennictwu Matki Bożej. 29 lipca 1942 został ranny i spędził cztery miesiące w szpitalu polowym, po czym brał udział w dalszych walkach pod Charkowem wiosną 1943. 16 kwietnia 1943 razem z grupą innych żołnierzy został zasypany w schronie i uratowany trzy dni później. Miał już wtedy stopień starszego lejtnanta. Po zakończeniu leczenia ran odniesionych wskutek zasypania został mianowany adiutantem generała-majora F. Szewczenki. 30 września 1943, w czasie walk o Merefę i przeprawy przez Udę został ranny; w dokumentach pułku odnotowano go jako zaginionego bez wieści.
Duchowny w rzeczywistości został odnaleziony i skierowany na leczenie w Moskwie, po którym uznano go za niezdolnego do dalszej służby na froncie. Zamieszkał na stałe w Moskwie razem z dwiema mniszkami, zamierzał również wrócić do służby duszpasterskiej; wskutek zmiany polityki władz ZSRR wobec Rosyjskiego Kościoła Prawosławnego czynni kapłani (tzw. „pracownicy kultu”) niezależnie od wieku nie podlegali już mobilizacji. Jednak w listopadzie 1944 duchowny został zatrzymany w Moskwie i oskarżony o uchylanie się od służby wojskowej poprzez fałszywe podawanie się za „pracownika kultu”. 15 stycznia 1945 uznano go za winnego zarzucanego mu czynu i skazano na dziesięć lat łagru oraz pozbawiono uzyskanego na froncie stopnia. 4 marca tego samego roku hieromnich Pimen przybył z transportem więźniów do jednego z łagrów w Workucie. Na miejscu pracował jako instruktor sanitarny ze względu na posiadane w tej pracy doświadczenie. 18 września 1945 został zwolniony na mocy amnestii dla uczestników II wojny światowej po stronie radzieckiej. Jego stan zdrowia znacznie się pogorszył; po powrocie do Moskwy zdiagnozowano u niego gruźlicę kręgosłupa. Do lutego 1946 hieromnich przebywał na leczeniu w specjalistycznym instytucie w Moskwie, jednak jego problemy z kręgosłupem nigdy nie zostały całkowicie wyleczone.

### Praca duszpasterska w latach 1946–1947
Hieromnich Pimen wrócił do służby duszpasterskiej po opuszczeniu szpitala i 20 marca 1946, dzięki rekomendacji schiihumena Sawwacjusza (Krutnia), którego poznał jeszcze w 1925, został skierowany przez biskupa włodzimierskiego i suzdalskiego Onezyma do służby w soborze Zwiastowania w Muromie. Służąc w Muromie, dokonał postrzyżyn mniszych grupy kobiet będących posłusznicami w monasterze Trójcy Świętej i św. Serafina z Sarowa w Diwiejewie przed jego likwidacją.
W 1946 schiihumen Sawwacjusz, przeniesiony do służby w domu biskupim eparchii odeskiej, zwrócił biskupowi odeskiemu Sergiuszowi uwagę na Pimena. Dzięki temu hieromnich został przeniesiony do pracy duszpasterskiej w eparchii odeskiej. Powierzono mu równocześnie stanowiska proboszcza parafii Świętych Wiktora i Wissariona przy rezydencji biskupiej oraz dziekana (według innego źródła – zastępcy dziekana) monasterów eparchii. Był również wykładowcą seminarium duchownego w Odessie. W Odessie duchowny poznał patriarchę Aleksego I, który przybywał do miasta w celach wypoczynkowych. W 1947 hieromnich Pimen przez krótki czas służył w eparchii riazańskiej, gdzie przybył na prośbę miejscowego biskupa Hieronima, poznanego w latach 20. w monasterze w Moskwie. Został jednak zmuszony do wyjazdu, gdyż miejscowe władze nie akceptowały treści jego homilii. W tym samym roku, w czasie obchodów Paschy, otrzymał godność ihumena, zaś w listopadzie razem z biskupem Sergiuszem przeniósł się do eparchii rostowskiej, gdzie pełnił funkcję sekretarza biskupa oraz służył w soborze Narodzenia Matki Bożej.

### Przełożony monasterów

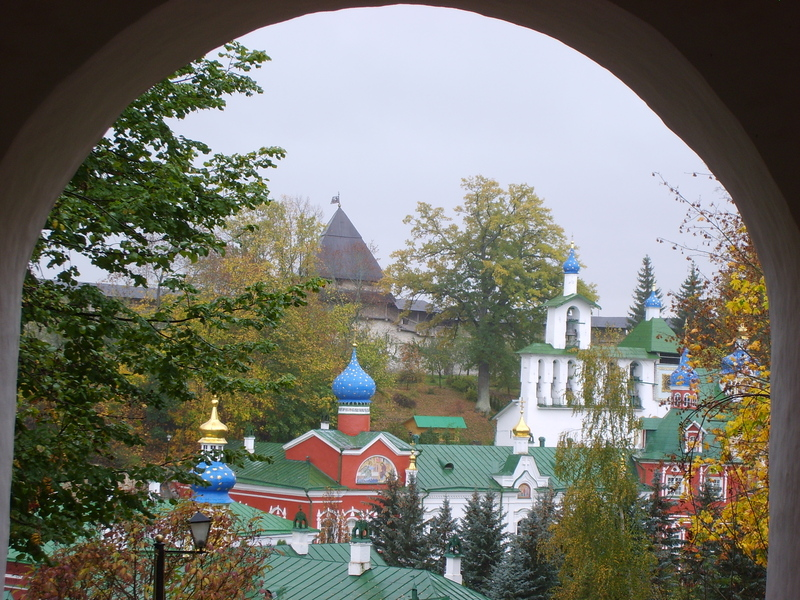
Monaster Pskowsko-Pieczerski

W 1950 (według innego źródła rok wcześniej) metropolita Grzegorz (Czukow), locum tenens eparchii pskowskiej, nadał ihumenowi Pimenowi godność archimandryty i powierzył zarząd Monasteru Pskowsko-Pieczerskiego, którym przyszły patriarcha zarządzał przez cztery lata. W tym okresie wystąpiły u niego pierwsze objawy cukrzycy, na którą cierpiał do końca życia. Jako przełożony wymienionego klasztoru archimandryta Pimen kontynuował prace nad jego odbudową po zniszczeniach okresu II wojny światowej. Cieszył się znacznym autorytetem wśród mnichów monasteru.
W styczniu 1954 archimandryta Pimen został przełożonym ławry Troicko-Siergijewskiej. W okresie zarządzania klasztorem w cerkwi refektarzowej zostały wzniesione kaplice św. Joazafa Biełgorodzkiego oraz św. Serafina z Sarowa. Przeprowadzono również remont cerkwi Opieki Matki Bożej przy Moskiewskiej Akademii Duchownej, zlokalizowanej w kompleksie budynków Ławry.

### Biskup
4 listopada 1954 Święty Synod Rosyjskiego Kościoła Prawosławnego wyznaczył archimandrytę Pimena do przyjęcia chirotonii biskupiej i objęcia godności biskupa bałckiego, wikariusza eparchii odeskiej. Ceremonia ta odbyła się w soborze Zaśnięcia Matki Bożej w Odessie 17 listopada 1957, głównym konsekratorem był patriarcha moskiewski i całej Rusi Aleksy I, pozostałymi: arcybiskup odeski i chersoński Borys, arcybiskup kiszyniowski i mołdawski Nektariusz, biskup kirowohradzki i nikołajewski Innocenty oraz biskup perejasławsko-chmielnicki Nestor. Jednak już w następnym miesiącu biskup został przeniesiony do eparchii moskiewskiej, ponownie jako jej wikariusz, z tytułem biskupa dmitrowskiego. Został wówczas jednym z najbliższych współpracowników patriarchy Aleksego. Uczestniczył w rozmowach między Synodem Rosyjskiego Kościoła Prawosławnego a Radą ds. Rosyjskiego Kościoła Prawosławnego, w czasie których władze radzieckie narzuciły Cerkwi nowy statut parafialny. Na jego mocy jedynym organem zarządzającym parafiami była „dwudziestka” („dwadcatka”) świeckich, podczas gdy duchowieństwo parafialne oraz biskupi tracili wpływ na obsadę i funkcjonowanie placówek duszpasterskich. Nowy statut, jawnie niekorzystny dla Kościoła i wymuszony na nim przez rząd, został przez Synod przyjęty, co stało się powodem krytyki ze strony części duchowieństwa. W celu uniknięcia buntu duchownych Synod Kościoła zdecydował o przedyskutowaniu kwestii statutu na Soborze Biskupów, który odbył się w ławrze Troicko-Siergijewskiej 18 lipca 1961. W imieniu Synodu z referatem uzasadniającym zmianę statutu jako „nieodzowną”, wystąpił biskup Pimen. Duchowny, podobnie jak i cały Synod, protestował jednak przeciwko zamykaniu kolejnych świątyń i monasterów (zwykle jednak bez powodzenia).
W 1960 otrzymał godność arcybiskupa, zaś 16 marca 1961 objął zarząd eparchii tulskiej i bielowskiej. Już w listopadzie tego samego roku wyznaczono go na metropolitę leningradzkiego. Po dwuletniej służbie w Leningradzie Pimen (Izwiekow) został z kolei metropolitą krutickim i kołomieńskim. Oprócz służby w eparchiach, których był ordynariuszem, duchowny spełniał również obowiązki locum tenens eparchii kostromskiej, ługańskiej i smoleńskiej (od 1959 do 1962). Przez pewien czas kierował Wydziałem Gospodarczym Patriarchatu Moskiewskiego i był proboszczem parafii przy patriarszym soborze w Moskwie. Zaliczany był do konserwatywnego skrzydła w hierarchii Rosyjskiego Kościoła Prawosławnego, mało aktywnego, żyjącego w ciągłym strachu przed represjami ze strony władz radzieckich. Metropolita talliński i estoński Aleksy II, współpracujący z Pimenem w Synodzie, charakteryzował go jako człowieka leniwego, bez woli i inicjatywy, łatwo ulegającego wpływowi innych osób. Podkreślał jednak, iż z powodu dostojeństwa i staranności w odprawianiu nabożeństw jest on szczerze lubiany przez wiernych.
Bezpośrednio po przyjęciu chirotonii biskupiej oraz w latach następnych (do ok. 1964) metropolita nie miał żadnych kontaktów ze służbami bezpieczeństwa ZSRR oraz z organami zajmującymi się kontrolą związków wyznaniowych. 21 lutego 1967 zjawił się jednak w Radzie ds. Rosyjskiego Kościoła Prawosławnego, zadeklarował pełną lojalność wobec ZSRR i chęć współpracy z wymienioną strukturą.
W latach 60. XX wieku Pimen (Izwiekow) był aktywny na arenie międzynarodowej i międzykościelnej. Uczestniczył w ruchu na rzecz pokoju.

### Patriarcha

#### Okoliczności wyboru
17 lipca 1970 zmarł patriarcha Aleksy I. Metropolita Pimen, jako najstarszy chirotonią stały członek Świętego Synodu, został automatycznie locum tenens Patriarchatu. Kolejnego patriarchę miał wybrać Sobór Lokalny, za której przygotowanie odpowiedzialna była komisja, na czele której również stanął metropolita kruticki i kołomieński.
Sobór odbył się pod wyraźnym wpływem organów państwowych, w tym KGB. Po śmierci Aleksego I władze starannie rozważały, kto z episkopatu w największym stopniu będzie posłusznie realizował polecenia rządu, stąd przez kilka miesięcy analizowały możliwe kandydatury. W pierwszej kolejności wymienione zostały trzy nazwiska: metropolity Pimena, metropolity leningradzkiego i nowogrodzkiego Nikodema oraz kierującego eparchią ałmacką metropolity Józefa. Ostatni z nich odmówił kandydowania twierdząc, iż jest zbyt stary (78 lat), ponadto za przeszkodę uważa posiadanie jedynie wykształcenia podstawowego. Poważniejszym kandydatem pozostawał metropolita Nikodem. Sceptycznie nastawiony do jego osoby był za życia patriarcha Aleksy, który był zdania, iż działalność Nikodema na arenie międzykościelnej, związana z licznymi podróżami zagranicznymi, nie pasuje do patriarchy, który powinien przebywać przede wszystkim w Moskwie. Metropolita leningradzki nie cieszył się również poparciem starszej i bardziej konserwatywnej części episkopatu, dla której nie do przyjęcia była jego aktywność w ruchu ekumenicznym; grupa ta skłaniała się do poparcia Pimena. Metropolita Juwenaliusz (Pojarkow) wspominał również, iż przedstawiciele władz nie chcieli, aby zwierzchnikiem Kościoła był młody, pełen energii Nikodem, podczas gdy KPZR przewodził stary już Leonid Breżniew. Według ks. Walerija Duchonina przeciwko kandydaturze Nikodema przemawiały jego silne sympatie prokatolickie i ekumeniczne. Ostatecznie władze radzieckie uznały za najodpowiedniejszego kandydata na patriarchę metropolitę Pimena; w rezultacie co najmniej część głosów zostało oddanych na niego pod naciskiem KGB. Wybór metropolity krutickiego miał ponadto zapewnić fakt, iż został on oficjalnie zarekomendowany przez Komisję Przedsoborową, przygotowującą porządek obrad. Zdaniem historyka Cerkwi ks. Władisława Cypina Pimen cieszył się autentycznym masowym poparciem wiernych. Inny historyk, Dmitrij Pospiełowski, podziela ocenę Pimena jako hierarchy mało aktywnego i o niskich walorach intelektualnych, niezdolnego do przeciwstawienia się władzy radzieckiej czy nawet do gry z nią, podkreślając przy tym jego autentyczną, żarliwą wiarę. Ks. Walerij Duchonin twierdzi, że Pimen został wskazany jako najodpowiedniejszy następca jeszcze przez patriarchę Aleksego, który dzień przed śmiercią nadał mu prawo noszenia dwóch panagii; był to gest symboliczny.
Głosowanie nad wyborem patriarchy, w którym brali udział biskupi Rosyjskiego Kościoła Prawosławnego, było jawne, uczestnicy wypowiadali się w kolejności od najmłodszego chirotonią. Ponieważ wszyscy uczestnicy opowiadali się za kandydaturą Pimena, na wniosek metropolity leningradzkiego Nikodema on sam został zwolniony z obowiązku głosowania. Następnie Nikodem oficjalnie zadał metropolicie krutickiemu pytanie, czy przyjmuje wybór, na co Pimen odpowiedział twierdząco.
Jeszcze w trakcie tego samego soboru potwierdzono nadanie autokefalii Kościołowi Prawosławnemu Czechosłowacji oraz Kościołowi Prawosławnemu w Ameryce, zdjęto anatemę ze staroobrzędowców oraz nadano autonomię Japońskiemu Kościołowi Prawosławnemu. Metropolita Pimen (jeszcze przed głosowaniem w kwestii wyboru patriarchy) przedstawił ponadto raport o działalności Rosyjskiego Kościoła Prawosławnego, w którym bardzo wysoko oceniał aktywność Aleksego I.
Intronizacja metropolity Pimena na tron patriarszy odbyła się w soborze Objawienia Pańskiego w Moskwie dzień po wyborze, 3 czerwca 1971. Tradycyjną mowę przy wręczeniu żezła patriarszego wygłosił najstarszy chirotonią biskup rosyjski – metropolita orłowski Palladiusz. Mimo jednomyślnego wyboru – jednoznacznie odbieranego jako demonstracja wpływu państwa na Cerkiew – patriarcha Pimen nie posiadał szczególnego autorytetu wśród członków Synodu, którzy postrzegali go jako człowieka bezwolnego, a wręcz agenta Rady ds. Rosyjskiego Kościoła Prawosławnego.

#### Działalność na urzędzie patriarchy w latach 70. XX wieku
5 czerwca 1971 patriarcha Pimen otrzymał tytuł doktora honoris causa Moskiewskiej Akademii Duchownej.
W pierwszej dekadzie sprawowania urzędu przez Pimena władze radzieckie kontynuowały politykę likwidowania świątyń prawosławnych i ograniczeń w liczbie czynnych duchownych. Represje wobec Rosyjskiego Kościoła Prawosławnego nie były jednak prowadzone na tak wielką skalę, jak w poprzedniej dekadzie, stąd D. Shubin uważa, iż był to okres względnej stabilności i spokojnego funkcjonowania Cerkwi. Patriarcha i jego najbliżsi współpracownicy starali się walczyć ze spadkiem liczby duchowieństwa. Dzięki ich działaniom, w zestawieniu z częściową zmianą polityki państwa w latach 70. i 80. liczba studentów szkół duchownych znacząco wzrosła, zorganizowano również odrębne szkoły dla regentów chórów cerkiewnych. Wzmocniła się pozycja Wydziału Wydawniczego Patriarchatu, koordynującego druk literatury religijnej, kierowanego przez biskupa wołokołamskiego Pitirima. Pimen z powodzeniem przeciwstawiał się również likwidacji ławry Poczajowskiej i konsekrował wielu nowych biskupów. Nieco inną ocenę działalności patriarchy przedstawił Dmitrij Pospiełowski, opisując działalność Pimena przed rokiem 1982. Jego zdaniem hierarcha w dalszym ciągu panicznie obawiał się represji ze strony władz radzieckich i dlatego nie podejmował osobiście działań w obronie pozycji Kościoła. Decydowali się na nie jedynie niektórzy biskupi ordynariusze eparchii, których powodzenie zależało od relacji z miejscowymi organami władzy. Zdaniem tego autora patriarcha nie brał praktycznie udziału w uzyskiwaniu zezwoleń na budowę świątyń (w latach 70. wydano ich kilkadziesiąt) lub w protestach przeciw likwidowaniu kolejnych parafii. Za największy sukces, który można przypisać osobiście Pimenowi, Pospiełowski uznaje uzyskanie zezwolenia na otwarcie fabryki utensyliów liturgicznych i świec w miejscowości Sofrino pod Moskwą. Według duchownego współpracującego z Pimenem w eparchii moskiewskiej patriarcha spędzał wolny czas haftując ozdoby na mitry lub piekąc ciasteczka, unikając wszelkiej dodatkowej działalności poza odprawianiem nabożeństw. Szczególnie interesował się jakością śpiewu w cerkwiach moskiewskich, chętnie spotykał się z regentami i psalmistami. Równocześnie istnieją świadectwa, według których Pimen skarżył się na własną niemożność szerszego działania oraz twierdził, iż jego krytycy nie zdają sobie sprawy z tego, jak bardzo ograniczona jest wszelka aktywność Kościoła.
W 1972 list otwarty do patriarchy wystosował Aleksander Sołżenicyn, zarzucając mu całkowitą bierność w zarządzaniu Kościołem; z kolei radziecki kapłan-dysydent Siergiej Żełudkow bronił Pimena, twierdząc, iż nie miał on innego wyboru i musiał zachowywać lojalność dla ocalenia Cerkwi.
Znaczącymi wydarzeniami w czasie sprawowania urzędu przez Pimena były kanonizacje świętych. Z inicjatywy patriarchy ustanowiono wspomnienia grup świętych związanych z poszczególnymi regionami: sobory świętych twerskich, nowogrodzkich, radoneskich, włodzimierskich, białoruskich, smoleńskich, syberyjskich, kostromskich, krymskich i riazańskich. W 1977 kanonizowany został metropolita moskiewski Innocenty (Wieniaminow-Popow), organizator prawosławnych misji na Alasce, dwa lata później – arcybiskup charkowski Melecjusz (Leontowicz).
Władze radzieckie znacząco utrudniały patriarsze Pimenowi podróże duszpasterskie w granicach Związku Radzieckiego. Podporządkowując się zaleceniom władz, hierarcha nie próbował nawet negocjować z nimi cofnięcia ograniczeń ani ich w żaden sposób omijać. Duchowny posiadał zezwolenie jedynie na podróże między Moskwą, ławrą Troicko-Siergijewską a swoją letnią rezydencją w Odessie. Nie ograniczano natomiast liczby odprawianych przez niego nabożeństw oraz kazań, które chętnie wygłaszał. Dostojeństwo Pimena w odprawianiu nabożeństw, jego piękny głos i śpiew, przystępność kazań sprawiały, iż każde jego nabożeństwo przyciągało znaczną liczbę wiernych. Patriarcha w każdy piątek odprawiał akafist do Matki Bożej w położonej w sąsiedztwie rezydencji cerkwi św. Eliasza.

#### Działalność w latach 80. XX wieku
W grudniu 1980 patriarcha Pimen stanął na czele komisji organizującej przewidziane na rok 1988 obchody tysiąclecia chrztu Rusi. W związku z przygotowaniami do obchodów patriarcha zwrócił się z prośbą do rządu o przekazanie Cerkwi obiektów jednego z nieczynnych, zlikwidowanych w ZSRR monasterów w Moskwie. W ten sposób Rosyjski Kościół Prawosławny odzyskał w 1983 zrujnowany Monaster Daniłowski. W latach 80., na fali przemian zachodzących w ZSRR, Cerkiew otrzymała również zgodę na reaktywację Pustelni Optyńskiej i Monasteru Tołgskiego, tworzenie nowych parafii, ponownie otwarcie części zlikwidowanych cerkwi, przeniesienie do obiektów kultu niektórych przechowywanych w muzeach relikwii i ikon.
W 1984, po śmierci I sekretarza KPZR Jurija Andropowa, patriarcha Pimen zredagował okolicznościowy telegram, w którym opisał zmarłego jako człowieka pracującego całe życie bezinteresownie i z oddaniem, zapewniał również, iż Rosyjski Kościół Prawosławny zawsze będzie pamiętał wykazywane przez niego zrozumienie dla potrzeb wiernych. Twierdził wręcz, iż zauważył u zmarłego „wzniosłe wartości duchowe”. Rok później, po śmierci następcy Andropowa Konstantina Czernienki, patriarcha zareagował na to wydarzenie podobnym telegramem: określił życie zmarłego jako długie i produktywne, twierdził, iż polityk słusznie cieszył się miłością całego narodu, zaś Cerkiew zapamięta jego zrozumienie jej potrzeb. Zdaniem Pospiełowskiego podobna treść wiadomości (w tym niemal powtórzone całe zwroty), zawierająca pozytywne oceny polityków nieprzychylnie nastawionych do Kościoła, czy wręcz zaostrzających antycerkiewną politykę, dowodzi całkowitej uległości Cerkwi wobec władz przynajmniej w sferze deklaracji.
Od 1985 stan zdrowia patriarchy ulegał systematycznemu pogorszeniu. Duchowny z trudem chodził i znajdował się odtąd pod stałą opieką hieromnicha Sergiusza (Sokołowa) oraz mniszek Ireny i Zinaidy. W 1988 u duchownego zdiagnozowano raka okrężnicy, Pimen odmówił jednak poddaniu się operacji.
29 kwietnia 1988 patriarcha oraz członkowie Świętego Synodu spotkali się z I sekretarzem KPZR Michaiłem Gorbaczowem. W czasie transmitowanego w środkach masowego przekazu spotkania Gorbaczow stwierdził, iż tragiczne wydarzenia okresu „kultu jednostki” miały negatywny wpływ na działanie związków wyznaniowych, jednak dochodzi już do korekty błędnej polityki i ma zostać uchwalona ustawa o wolności wyznania. W toku dalszej dyskusji Pimen poruszył kwestię zbliżających się obchodów 1000-lecia chrztu Rusi oraz zapewnił, iż Rosyjski Kościół Prawosławny zawsze działał na rzecz całego narodu rosyjskiego.
Według wspomnień archimandryty Jana (Kriestiankina), w czasie jednego ze spotkań z patriarchą miał on przedstawić mu swoje poglądy w podstawowych kwestiach funkcjonowania Rosyjskiego Kościoła Prawosławnego. Pimen opowiedział się wówczas za zachowaniem w liturgii języka cerkiewnosłowiańskiego i kalendarza juliańskiego. Stwierdził, iż zachowanie wiary prawosławnej jest obowiązkiem Rosjan, gdyż bez tej religii Rosja przestanie istnieć. Oznajmił także, iż fundamentem prawosławia są postanowienia siedmiu soborów powszechnych – gdyby doszło do zwołania kolejnego, którego decyzje nie będą z nimi zgodne, Rosyjski Kościół Prawosławny będzie miał prawo odrzucić nowości.

##### Tysiąclecie chrztu Rusi. Kościół w czasiepieriestrojki
Od 5 do 12 czerwca 1988 miały miejsce obchody tysiąclecia chrztu Rusi, które połączono z Soborem Lokalnym Rosyjskiego Kościoła Prawosławnego. W czasie trwania uroczystości władze radzieckie ogłosiły decyzję o zwrocie Cerkwi ławry Kijowsko-Pieczerskiej. Sobór dokonał szeregu kanonizacji świętych: wielkiego księcia Dymitra Dońskiego, metropolity moskiewskiego Makarego (Bułgakowa), biskupów Ignacego (Brianczaninowa) i Teofana Pustelnika, mnichów Andrieja Rublowa, Ambrożego z Optiny i Paisjusza Wieliczkowskiego oraz jurodiwej Ksenii z Petersburga. Uchwalono również nowy statut wewnętrzny Kościoła, anulujący niekorzystny dlań regulamin z 1961. Sobór oraz uroczystości tysiąclecia chrztu Rusi stały się początkiem całkowitej zmiany w relacjach państwa z Rosyjskim Kościołem Prawosławnym. Była to ponadto największa uroczystość religijna w całej dwudziestowiecznej historii Rosji. Sam patriarcha odegrał w nim jednak rolę drugorzędną. Ciężko chory, wygłosił jedynie mowy otwierające i kończące obrady. W burzliwych polemikach, do jakich dochodziło w czasie obrad, nie brał udziału.
W latach 1988–1989 Rosyjski Kościół Prawosławny mógł obsadzić wszystkie swoje eparchie (część z nich była stale zarządzana przez ordynariuszy eparchii sąsiednich, jako locum tenensów), powołać do życia Egzarchat Białoruski Patriarchatu Moskiewskiego, reaktywować dalsze 29 monasterów oraz otworzyć nowe szkoły duchowne. Patriarcha, z powodu choroby, nie odgrywał już jednak dotychczasowej roli we wdrażaniu zmian w Kościele w życie. Wielokrotnie jego stan nie pozwalał mu nawet na przyjmowanie oficjalnych gości patriarchatu.
W 1989, w czasie uroczystości czterystulecia Patriarchatu Moskiewskiego, Pimen przewodniczył uroczystej kanonizacji patriarchów Hioba i Tichona. Uznanie tego ostatniego za świętego stanowiło pierwszy krok na drodze do masowych kanonizacji duchownych, którzy ponieśli śmierć wskutek prześladowań Cerkwi w ZSRR.
W tym samym roku patriarcha został wybrany deputowanym ZSRR z ramienia organizacji społecznych, jednak jego stan zdrowia pozwolił mu jedynie na symboliczny udział w obradach, nie zaś na aktywną działalność. Z kolei w styczniu 1990 wziął udział w kolejnym Soborze Biskupów Rosyjskiego Kościoła Prawosławnego, zwołanym w celu przedyskutowania problemów konfesyjnych na Ukrainie (odrodzenie Ukraińskiej Cerkwi Greckokatolickiej oraz powstanie niekanonicznego Ukraińskiego Autokefalicznego Kościoła Prawosławnego; do obydwu tych struktur przeszła część duchowieństwa i wiernych prawosławnych Ukrainy).

### Aktywność zagraniczna

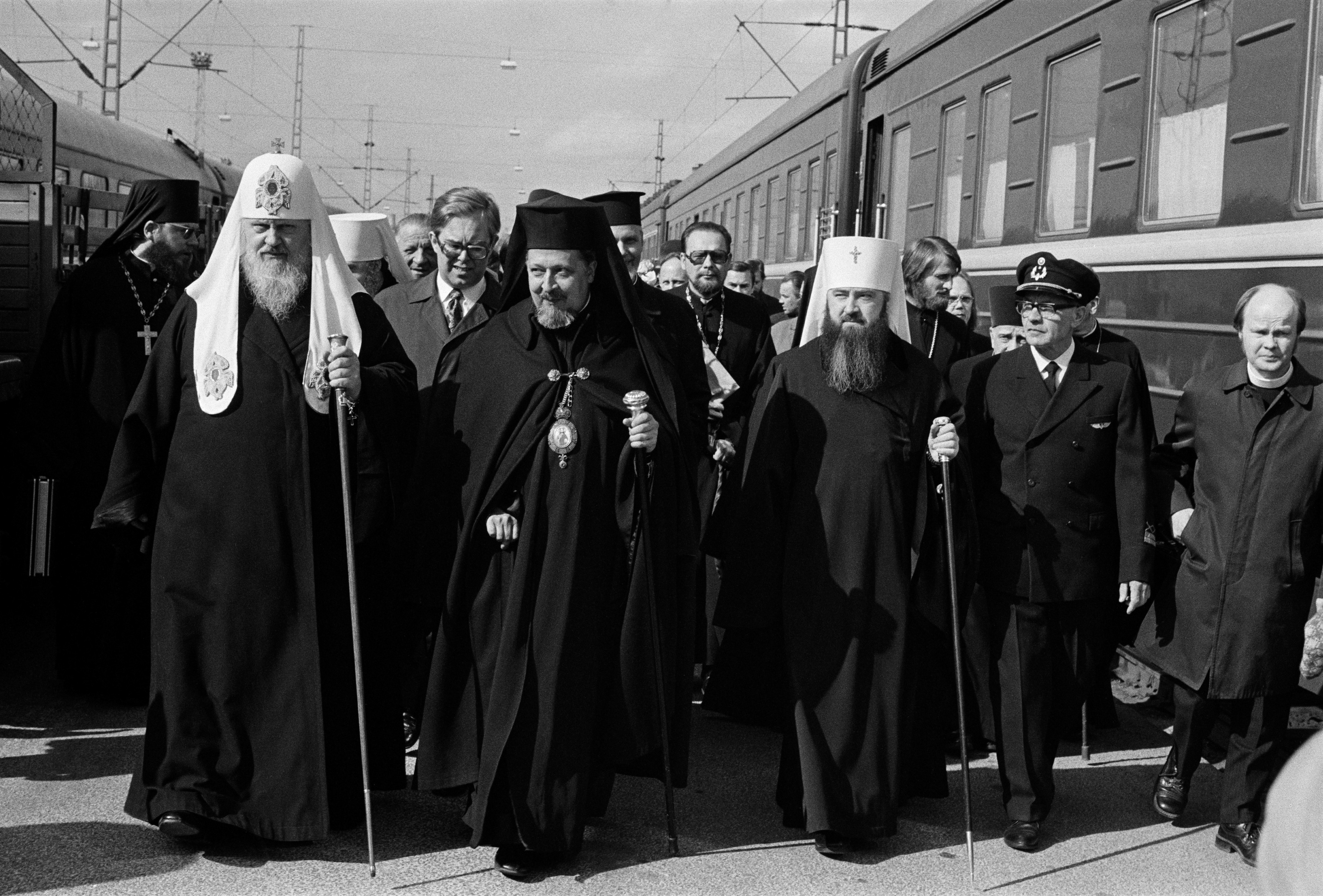
Patriarcha Pimen (pierwszy z lewej) z wizytą w autonomicznym Fińskim Kościele Prawosławnym. Obok niego arcybiskup karelski i całej Finlandii Jan, zwierzchnik Cerkwi Fińskiej.

Pimen, nieposiadający możliwości swobodnych wizyt duszpasterskich w podległych mu eparchiach, na życzenie władz radzieckich prowadził szeroką działalność międzynarodową. Był pierwszym patriarchą Moskwy i całej Rusi, który udał się z pielgrzymką do USA i występował na forum ONZ. W 1972 odwiedził Izrael (jego samolot był pierwszym samolotem radzieckim, jaki wylądował w tym kraju), gdzie przeciwko jego przybyciu protestowali emigranci z ZSRR, twierdzący, iż przybył on nie w celach duchowych, lecz jako obrońca polityki zagranicznej Związku Radzieckiego. W czasie pobytu na Bliskim Wschodzie patriarcha spotykał się także z prawosławnymi patriarchami Aleksandrii, Antiochii i Jerozolimy. W tym samym roku patriarcha odbył wizyty w Jugosławii, Grecji i Rumunii, następnie zaś spotkał się z patriarchą Konstantynopola, z którym rozmawiał nt. statusu kanonicznego Kościoła Prawosławnego w Ameryce.
Występując w Światowej Radzie Kościołów, patriarcha Pimen zmuszony był działać zgodnie z linią polityczną władz radzieckich. Podobnie jak metropolita leningradzki Nikodem (Rotow), w czasie swoich wystąpień w Radzie zaprzeczał jakimkolwiek prześladowaniom osób wierzących w ZSRR. W 1973, w czasie wizyty w siedzibie Rady, Pimen odczytał przygotowane wcześniej w Radzie ds. Rosyjskiego Kościoła Prawosławnego przemówienie, w którym twierdził, iż między ustrojem ZSRR a ideałami chrześcijańskimi istnieje wyraźne podobieństwo. Zaprzeczał, by w kraju tym łamane były nie tylko prawa do wolności wyznania, ale i wszelkie inne swobody obywatelskie. Jedynie twierdząc, iż wszyscy chrześcijanie muszą nadal pracować na rzecz zwalczania „trudności” zasugerował, iż sytuacja Rosyjskiego Kościoła Prawosławnego nie była dobra. W ocenie Pospiełowskiego ani Pimen, ani inni hierarchowie rosyjscy uczestniczący w pracach organizacji międzykonfesyjnych nie mogli przedstawiać innych ocen nie narażając siebie i Cerkwi na kolejne prześladowania. Znane są m.in. wystąpienia patriarchy, w których gloryfikował Leonida Breżniewa za jego „tytaniczną pracę na rzecz światowego pokoju”. Za tego typu aktywność (oficjalnie za wieloletnią walkę Kościoła o pokój i bezpieczeństwo) w 1976 otrzymał specjalną nagrodę Radzieckiego Funduszu Pokoju. W tym samym roku otrzymał również nagrodę Światowej Rady Pokoju. W 1977 patriarcha zorganizował w ławrze Troicko-Siergijewskiej konferencję przywódców religijnych na rzecz pokoju, rozbrojenia i przyjaznych relacji międzynarodowych, w której udział wzięli duchowni wszystkich najważniejszych wyznań na świecie. Na wniosek Pimena przyjęto apel o ogłoszenie lat pozostałych do roku 2000 okresem wzmożonej walki o pokój. Zjazd przebiegał, silnie infiltrowany przez KGB. Instytucja ta zainspirowała również apel Pimena, który miał wyprzedzić analogiczne wezwanie ze strony papieża. W 1982 Pimen uczestniczył w podobnej konferencji, której hasłem uczyniono przeciwdziałanie wojnie atomowej.
Patriarcha Pimen wielokrotnie odwiedzał również inne autokefaliczne Kościoły prawosławne, przyczyniając się do wzmocnienia ich relacji i kontaktów z Rosyjskim Kościołem Prawosławnym.

### Śmierć i pogrzeb

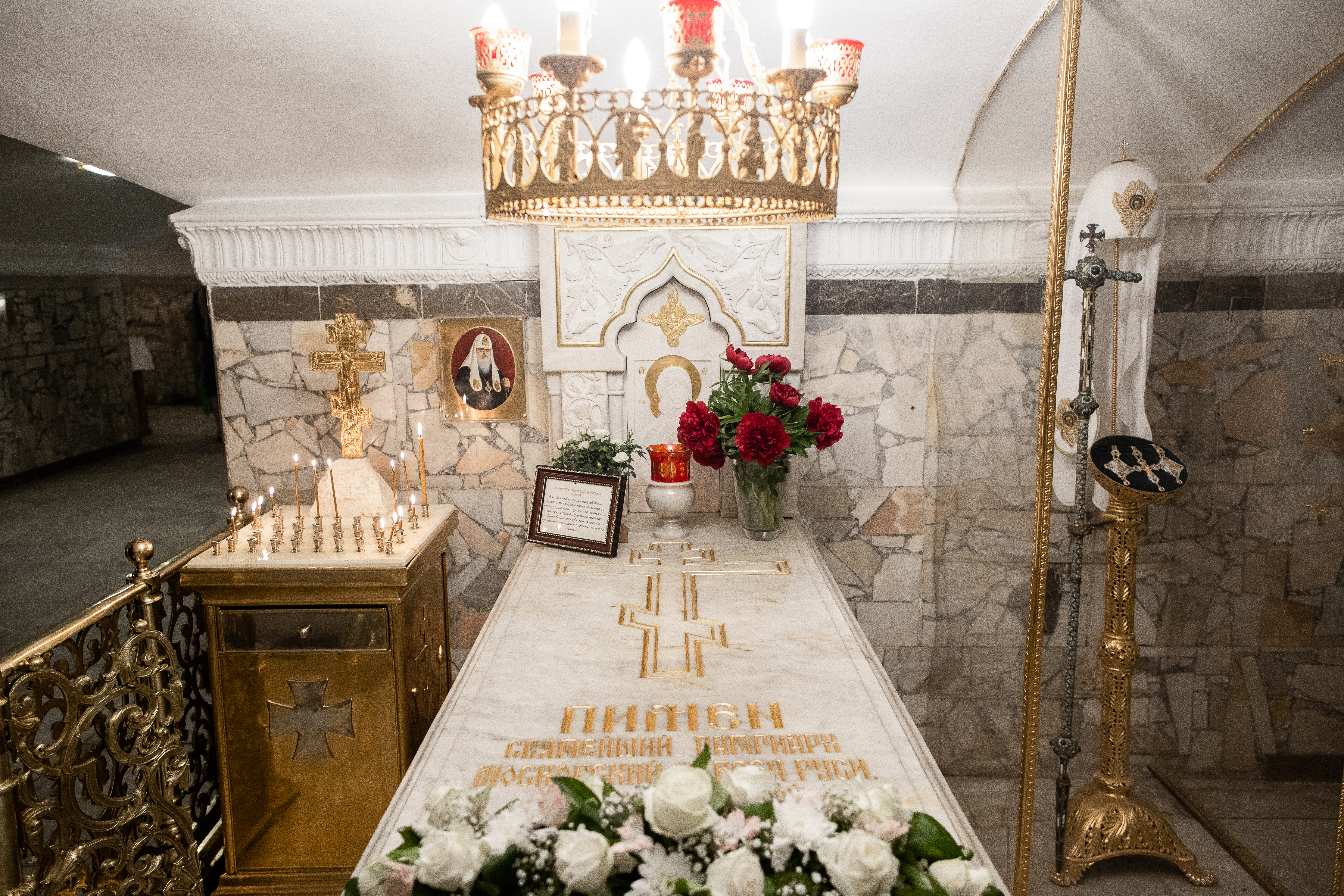
Nagrobek Pimena

W ostatnich latach życia hierarcha zdawał sobie sprawę ze złego stanu swojego zdrowia i nieuchronnej śmierci. 3 maja 1990 ok. godziny piętnastej patriarcha Pimen zmarł na rękach opiekującego się nim hieromnicha Sergiusza. Natychmiastowa pomoc lekarska nie przyniosła efektu. Nad umierającym modlitwy odmówił arcybiskup zarajski Aleksy (Kutiepow), natychmiast po stwierdzeniu zgonu wokół łoża patriarchy zebrali się członkowie Świętego Synodu, prowadzącego akurat obrady (z powodu stanu zdrowia Pimena odbywały się one bez jego udziału).
Patriarcha Pimen został pochowany 6 maja 1990 w krypcie soboru Zaśnięcia Matki Bożej w ławrze Troicko-Siergijewskiej, obok swojego poprzednika.
Odznaczony m.in. trzykrotnie Orderem Czerwonego Sztandaru Pracy oraz fińskim Orderem Białej Róży.